# Euskal Herritarrok
Euskal Herritarrok (Ciutadans Bascs en èuscar) fou una coalició independentista i d'esquerra basca sorgida en 1998 com a òrgan electoral de l'esquerra abertzale. Euskal Herritarrok tingué una vida efímera i la seva presentació a unes eleccions es limità a les eleccions autonòmiques de 1998 i les municipals de 1999. Per discrepàncies amb la línia política seguida i l'organització interna, es produí l'escissió d'Aralar. El partit Batzarre, que preexistia a la coalició i que no és un partit independentista, participà de la coalició electoral Euskal Herritarrok, coalició que abandonà després de la ruptura de la treva d'ETA, en no prendre part en el procés de constitució de Batasuna.

## Antecedents
En 1997, van ser detinguts 23 membres de la Mesa Nacional d'Herri Batasuna per "col·laboració amb banda armada", per haver difós un vídeo de presentació de l'anomenada Alternativa Democràtica per a Euskal Herria d'Euskadi Ta Askatasuna, foren empresonats fins que la sentència va ser anul·lada posteriorment pel Tribunal Constitucional espanyol.
El juny de l'any 1998 el jutjat d'instrucció número 5 de l'Audiència Nacional d'Espanya va emprendre el Sumari 18/98, una persecució de l'«entramat d'ETA» sota la consigna de todo es ETA, amb què perseguia la desarticulació de persones i entitats que es considerava que donaven suport econòmic o difonien les directrius estratègiques de l'organització armada. La vista va durar setze mesos i va ser la més llarga celebrada fins aquell moment contra l'independentisme basc i va consolidar la concepció de l'existència d'un «terrorisme sense armes o terrorisme pacífic» sense una sola referència a atemptats, ni a armes o explosius, ni a actuacions violentes de cap tipus. Vuit empreses privades i l'Alfabetatze eta Euskalduntze Koordinakundea, l'associació per l'ensenyament de l'èuscar, van ser intervingudes judicialment, s'il·legalitzaren les entitats polítiques Koordinadora Abertzale Sozialista, Ekin i Xaki, i es clausuraren dos mitjans de comunicació, el diari Egin i l'emissora Egin Irratia. També va ser detingut el periodista Pepe Rei i va ser clausurada la revista Ardi Beltza, sota l'acusació que l'activitat de la revista era facilitar la selecció d'objectius per a ETA.

## Formació
A les eleccions al Parlament Basc de 1998 la formació obtingué 224.001 vots, superant la marca electoral que un partit defensant aquesta ideologia mai no havia obtingut en el País Basc. En les eleccions municipals establiren una coalició amb altres partits d'esquerra extraparlamentària i superaren la marca anterior, encara que s'ha de tenir en compte que Euskal Herritarrok es presentava en un territori més gran extensió, en presentar llistes als municipis i al Parlament de Navarra. La signatura del Pacte de Lizarra fou respost per Euskadi Ta Askatasuna (ETA) amb la declaració d'una treva indefinida i a un govern autònom de coalició format per Partit Nacionalista Basc i Eusko Alkartasuna guiat per Juan José Ibarretxe i recolzat externament, per primera vegada, per Euskal Herritarrok.

## Després de l'alto-el-foc d'ETA
ETA va trencar l'alto el foc el 27 de novembre de 1999, acusant el PNB i EA d'haver incomplert un suposat acord, negat pels responsables del PNB i EA, al qual haurien arribat el juny del 1998, abans de la signatura del Pacte de Lizarra. El 21 de gener de 2000, ETA va fer explotar un cotxe bomba a Madrid que va causar la mort del militar Pedro Antonio Blanco, obligant Ibarretxe a deixar en suspens el pacte de legislatura amb Euskal Herritarrok, i fou trencat definitivament després de l'assassinat del socialista Fernando Buesa i la seva escorta, l'ertzaina Jorge Díez el 22 de febrer del 2000. El trencament de l'acord parlamentari amb Euskal Herritarrok, que va abandonar el parlament al setembre anunciant que només tornaria en ocasions puntuals va deixar el govern PNB-EA en minoria parlamentària. Després de diversos mesos de precarietat parlamentària, a causa de l'activa oposició de socialistes i populars i de la impossibilitat d'aprovar lleis per l'absència de suports parlamentaris, el lehendakari va anunciar eleccions anticipades per al 13 de maig del 2001, donant per acabada la legislatura més curta del Parlament basc des de l'arribada de la democràcia, amb alts graus de crispació política i una renovada ofensiva d'ETA. A les eleccions al Parlament Basc de 2001 Euskal Herritarrok va treure els pitjors resultats de la seva història.

## Refundació: Batasuna
Més endavant, diversos corrents de l'esquerra aberzale van entrar en un procés de discussió i refundació d'on va sorgir Batasuna, partit polític que fou declarat il·legal en l'any 2003. El projecte que defensa Euskal Herritarrok és el de la creació d'un Estat independent per a les set províncies basques d'Euskal Herria, quatre de les quals es troben sota jurisdicció espanyola i tres es troben sota jurisdicció francesa. Per això l'esquerra abertzale defensa el dret d'autodeterminació com a dret bàsic per a aconseguir la fi de la violència al País Basc. El dret d'autodeterminació consistiria en la celebració d'un referèndum sobre la independència del País Basc a les set províncies. L'esquerra abertzale hereta un ideari socialista. Si bé la forma que aquest socialisme seria definit és difícil, van encunyar el terme de socialisme identitari com una forma de socialisme adaptat a la situació del País Basc. Respecte a l'ús de la violència, l'esquerra abertzale entén que aquesta és producte d'un conflicte polític i, per tant, considera la condemna com una eina fútil i advoca per la superació del conflicte mitjançant el reconeixement de la territorialitat basca i l'exercici del dret d'autodeterminació